# Betula winteri
Betula winteri är en björkväxtart som beskrevs av Dugle. Betula winteri ingår i släktet björkar, och familjen björkväxter. Inga underarter finns listade.